# Remparts gallo-romains d'Aix-en-Provence
Les remparts gallo-romains d'Aix-en-Provence sont des remparts gallo-romains situés à Aix-en-Provence. 

## Histoire
Les vestiges font l'objet d'un classement au titre des monuments historiques par décret du 18 mars 1963.